# NGC 4145A/2
NGC 4145A/2 је спирална галаксија у сазвежђу Ловачки пси која се налази на NGC листи објеката дубоког неба.
Деклинација објекта је + 39° 44' 55" а ректасцензија 12h 10m 53,3s. Привидна величина (магнитуда) објекта NGC 4145 износи 15,7 а фотографска магнитуда 16,5. NGC 4145A2 је још познат и под ознакама A 1208+40, VV 814, PGC 213942.